# Jeffrey Ravetch
Jeffrey Victor Ravetch (* 3. Mai 1951) ist ein US-amerikanischer Immunologe an der Rockefeller University in New York City.

## Leben
Ravetch wuchs in New York City auf. Er erwarb 1973 bei Donald Crothers an der Yale University in New Haven, Connecticut, einen Bachelor in molekularer Biophysik und Biochemie und 1978 bei Norton Zinder und Peter Model an der Rockefeller University in New York City einen Ph.D. in Molekulargenetik. Sein Studium der Medizin schloss er 1979 an der Cornell University in Ithaca, New York, mit dem M.D. (Berufsdoktorat) ab. Als Postdoktorand arbeitete Ravetch bei Philip Leder am National Institute of Child Health and Human Development (NICHD) der National Institutes of Health (NIH) in Bethesda, Maryland. Seit 1982 gehörte er zum Lehrkörper des Memorial Sloan-Kettering Cancer Center in New York City, bevor er 1986 eine Professur (Assistant Professor) am Cornell University Medical College erhielt. 1996 wurde Ravetch Professor an der Rockefeller University, wo er heute (Stand 2025) Theresa-und-Eugene-M.-Lang-Professor für Molekulargenetik und Immunologie ist.

## Wirken
Ravetchs Arbeiten trugen zur Aufklärung bei, wie die Fc-Rezeptoren für die unveränderlichen Teile von Antikörpern, die Fc-Fragmente, wirken. Er konnte zeigen, wie stimulierende (anregende) und inhibierende (hemmende) Fc-Rezeptoren die Immunantwort bestimmen. Ziel seiner Forschung ist die Verbesserung therapeutisch eingesetzter Antikörper (zum Beispiel bei der Krebsimmuntherapie) oder die Verminderung der Schädigungen durch Autoimmunerkrankungen. Weitere Arbeiten befassten sich mit der Genetik von Plasmodium falciparum, dem Erreger der Malaria.

## Auszeichnungen (Auswahl)
- 2006 Mitglied der National Academy of Sciences
- 2007 Mitglied des Institute of Medicine (heute National Academy of Medicine)[2]
- 2007 William B. Coley Award[3]
- 2008 Mitglied der American Academy of Arts and Sciences[4]
- 2008 Fellow der American Association for the Advancement of Science
- 2012 Canada Gairdner International Award[5]
- 2015 Wolf-Preis für Medizin
- 2017 Ross Prize[6]
- 2018 Robert-Koch-Preis